# Видовре (футбольный клуб)
«Видовре»  — датский профессиональный футбольный клуб из одноимённого города. Клуб основан в 1925 году, домашние матчи проводит на стадионе «Видовре», вместимостью 15 000 зрителей. Видовре является трёхкратным чемпионом Дании, в общей сложности в высшем дивизионе чемпионата Дании клуб провёл 19 сезонов[уточнить]. По итогам сезона 2022/23 вышел в высший дивизион — Суперлигу.

## Выступления в еврокубках
| Сезон   | Турнир          | Раунд |                          | Клуб                     | Счёт     |
| ------- | --------------- | ----- | ------------------------ | ------------------------ | -------- |
| 1966/67 | Кубок Ярмарок   | 2Р    | Флаг Германии            | Айнтрахт (Франкфурт)     | 1:5, 2:2 |
| 1967/68 | Кубок чемпионов | 1Р    | Флаг Швейцарии           | Базель                   | 2:1, 3:3 |
|         |                 | 1/8   | Флаг Испании (1945—1977) | Реал Мадрид              | 2:2, 1:4 |
| 1969/70 | Кубок Ярмарок   | 1Р    | Флаг Португалии          | Порту                    | 1-2, 0-2 |
| 1972/73 | Кубок УЕФА      | 1Р    | Флаг Финляндии           | ХИК                      | отменён  |
|         |                 | 2Р    | Флаг Германии            | Боруссия (Мёнхенгладбах) | 0-3, 1-3 |
| 1974/75 | Кубок чемпионов | 1Р    | Флаг Польши              | Рух (Хожув)              | 0:0, 1:2 |
| 1980/81 | Кубок кубков    | 1Р    | Флаг Исландии            | Фрам                     | 1:0, 2:0 |
|         |                 | 1/8   | Флаг Нидерландов         | Фейеноорд                | 1:2, 0:1 |
| 1982/83 | Кубок чемпионов | 1Р    | Флаг Италии              | Ювентус                  | 1:4, 3:3 |

- 1Р - первый раунд.
- 2Р - второй раунд.
- 1/8 - 1/8 финала.

## Достижения
- Чемпионат Дании по футболу: 
  - Чемпион (3): 1966, 1973, 1981
  - Вице-чемпион (1): 1971
  - 3-е место (1): 1970
- Кубок Дании по футболу: 
  - Обладатель (1): 1980